# Séries 700 - Shinkansen

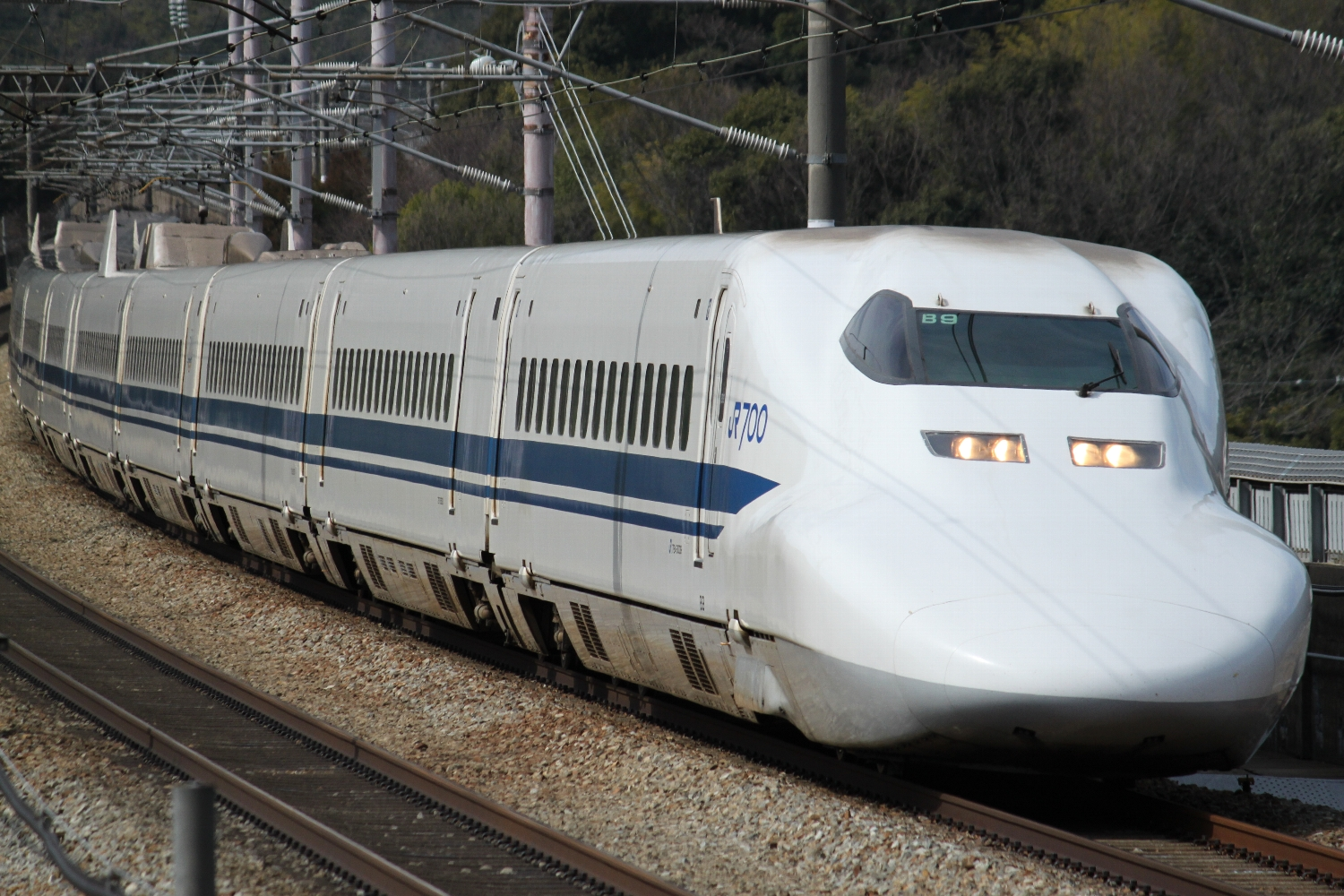
Série JR-West 700-3000 em março de 2010.

Os comboios Shinkansen da série 700 são comboios da Japan Railways de alta velocidade construídos entre 1997 e 2004, entrando em serviço em 1999. O objectivo do desenho foi produzir um comboio tão rápido como os da série 500, mas a um preço substancialmente mais baixo. Este objectivo foi cumprido, e foram construídos para entrarem em serviço 83 comboios. A velocidade de topo é 285 km/h, mas dado que só em alguns troços da linha é que é permitido ultrapassar essa marca, o tempo de viagem é de facto apenas um pouco maior que o da série 500.
Ao contrário do aspecto ultra-moderno dos comboios da série 500, os da série 700 são caracterizados pelo seu "bico de pato". As unidades de 16 carruagens são pintadas com faixas azuis e brancas por baixo das janelas, e são usados nos serviços Nozomi, Hikari e Kodama nas linhas Tōkaidō Shinkansen e Sanyo, enquanto que as unidades de 8 carruagens usadas nos serviços Hikari Rail Star da linha Sanyo Shinkansen têm um aspecto mais escuro (cinzento com janelas com áreas negras e faixas amarelas d por baixo das janelas), que também serve para disfarçar a zona do "nariz" da unidade, dando um aspecto mais aerodinâmico.